# Rue de Bruxelles (Paris)
Pour les articles homonymes, voir Rue de Bruxelles.
La rue de Bruxelles est une voie du 9e arrondissement de Paris, en France.

## Situation et accès

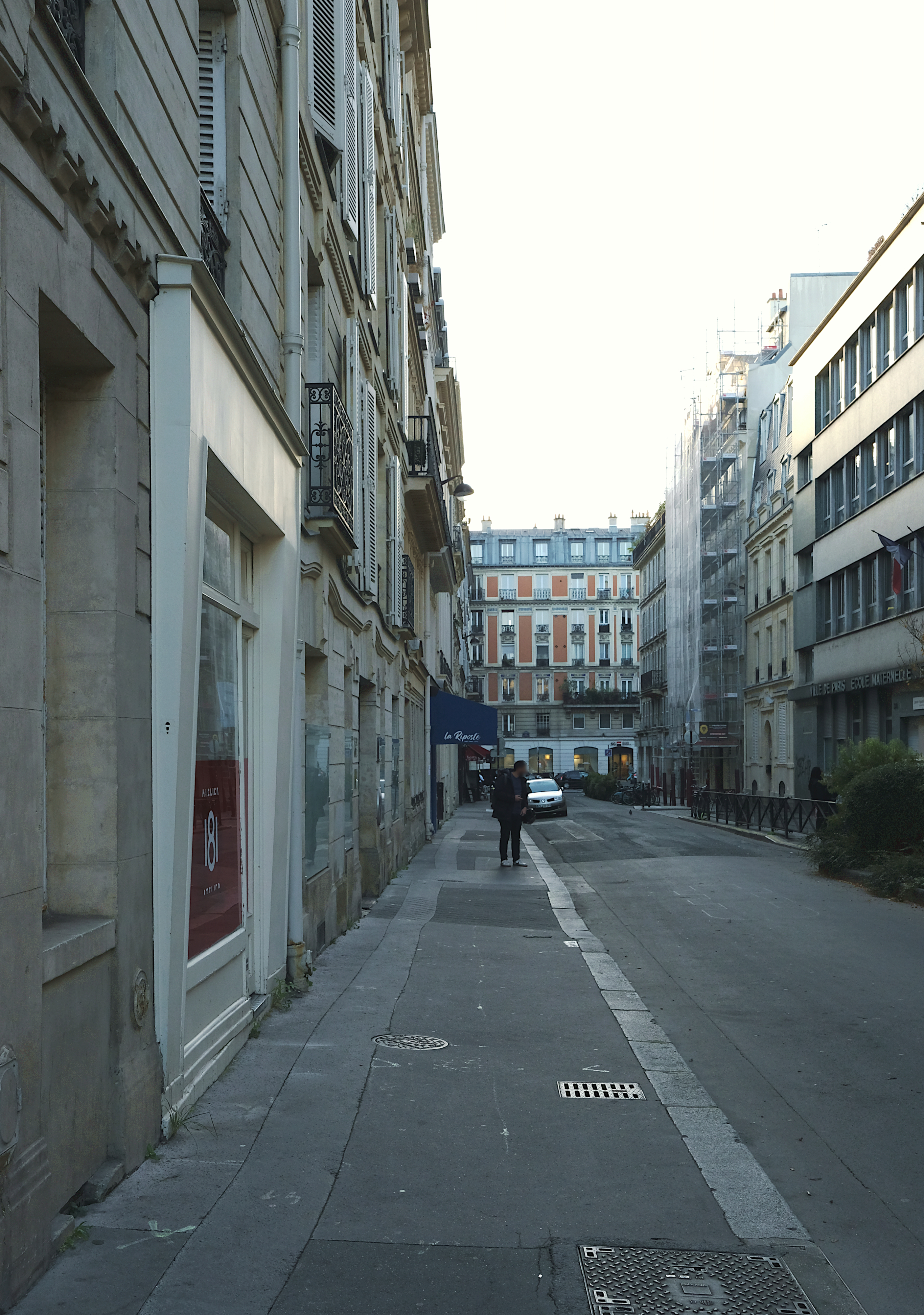
La rue en novembre 2024.

La rue de Bruxelles est une voie publique située dans le 9e arrondissement de Paris. Elle débute au 5, place Blanche et se termine au 78, rue de Clichy.
Le quartier est desservi par la ligne 2 aux stations Place de Clichy et Blanche. Les trains de la ligne 13 circulent également à la station Place de Clichy.

## Origine du nom
Son nom correspond à la ville de Bruxelles, capitale de la Belgique. La rue fut ainsi nommée pour célébrer les relations entre la France et la Belgique.

## Historique
L'ordonnance royale du 2 février 1826, qui autorise le lotissement du quartier de l'Europe, prévoit la création d'une rue « en continuation de celle de Valois, et qui aboutira à la barrière Blanche ». Mais cette voie, la plus éloignée du centre de la ville, n'est que partiellement réalisée (rue de Florence, rue Larribe et rue de Bruxelles), les docks Napoléon y étant aménagés dans les années 1850 (dont l'emprise est comprise entre la rue Saint-Pétersbourg, la rue de Constantinople et le boulevard des Batignolles).
La section à l'est de la rue de Clichy ne fait pas partie du lotissement de l'Europe. Elle est ouverte en 1844 par MM. Tirouflet et compagnie lors du lotissement de l'ancien jardin de Tivoli (ancien domaine du pavillon La Bouëxière).

## Bâtiments remarquables et lieux de mémoire
- No 6 : adresse, en 1883, de l'hôtel particulier acquis en cette même année par le peintre Jean-Léon Gérôme.
- No 15 : Amédée Achard (1814-1875), romancier et auteur dramatique français, y est mort le 25 mars 1875.
- No 21 bis : ancien hôtel particulier construit en 1849, transformé à la fin du Second Empire en immeuble de rapport. L’écrivain Émile Zola s’y installe en 1889[2]. Il meurt à cette adresse dans la nuit du 28 au 29 septembre 1902, comme l'indique une plaque en façade. Il y habitait un spacieux hôtel dont le rez-de chaussée comportait le hall, la salle à manger, les cuisines, et qui réunissait, en son vaste premier étage, le salon, le cabinet de travail, la salle de billard, la chambre à coucher et la lingerie. (...) Les murs s’embellissaient des portraits magnifiques de Zola et de madame Zola que Manet avait offerts jadis (...). Trois ou quatre Cézanne s’y trouvaient également...[3].
- No 26 : Tony Johannot (né en 1803), graveur, illustrateur et peintre, y est mort le 5 août 1852[4].
- No 40 : René Le Bègue, photographe, y est mort le 15 mai 1914.

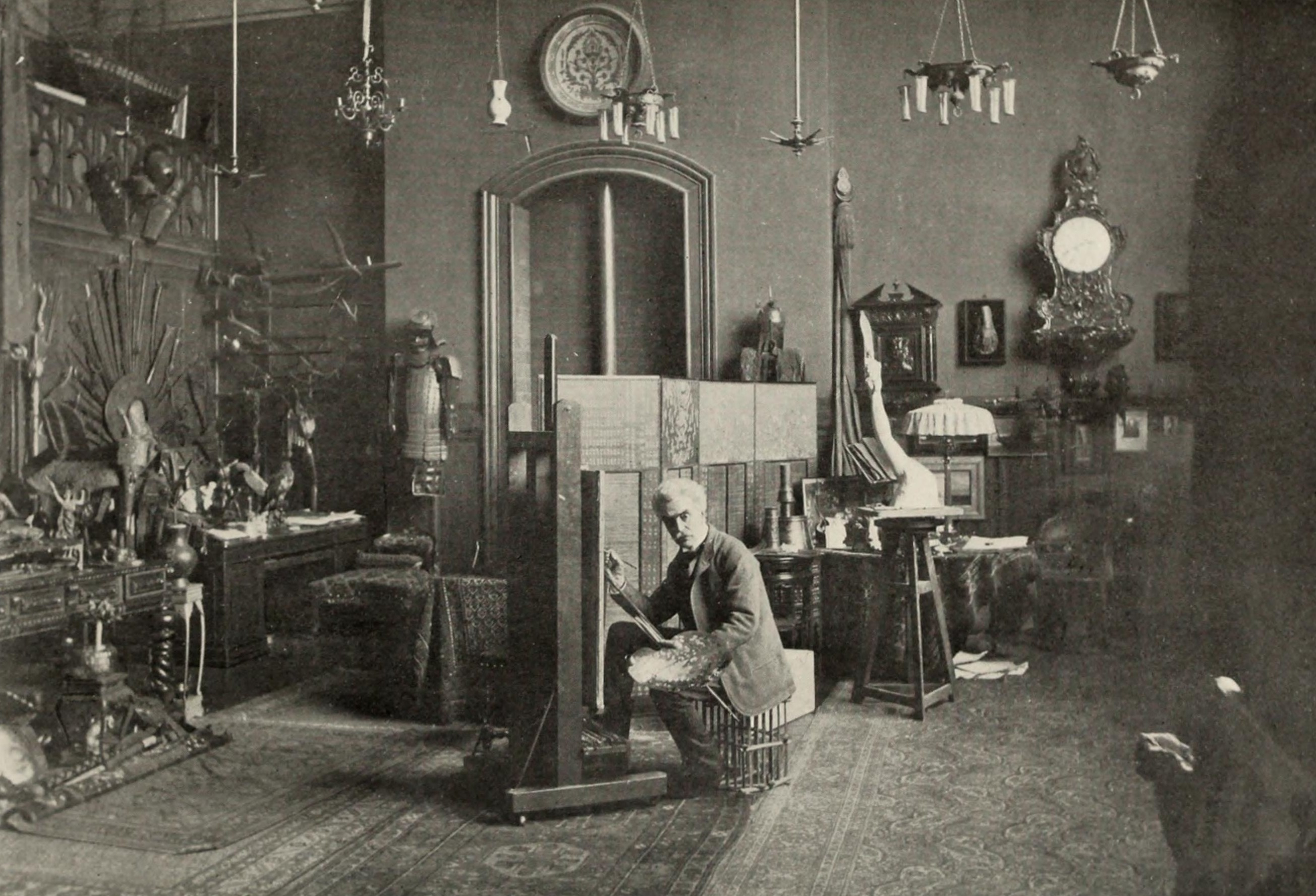
Jean-Léon Gérôme dans l'atelier de son hôtel particulier 6, rue de Bruxelles, c. 1885.
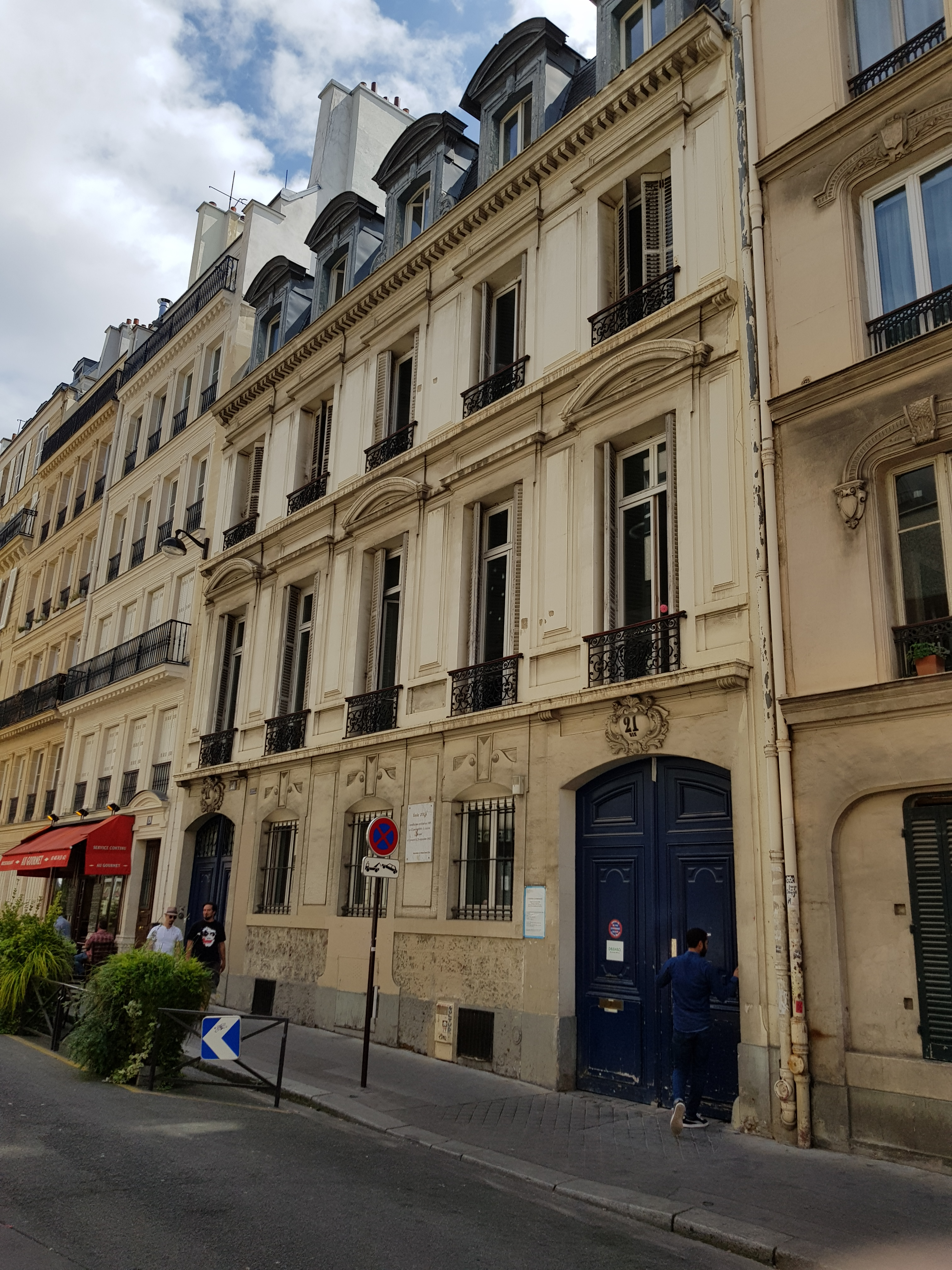
No 21 bis.
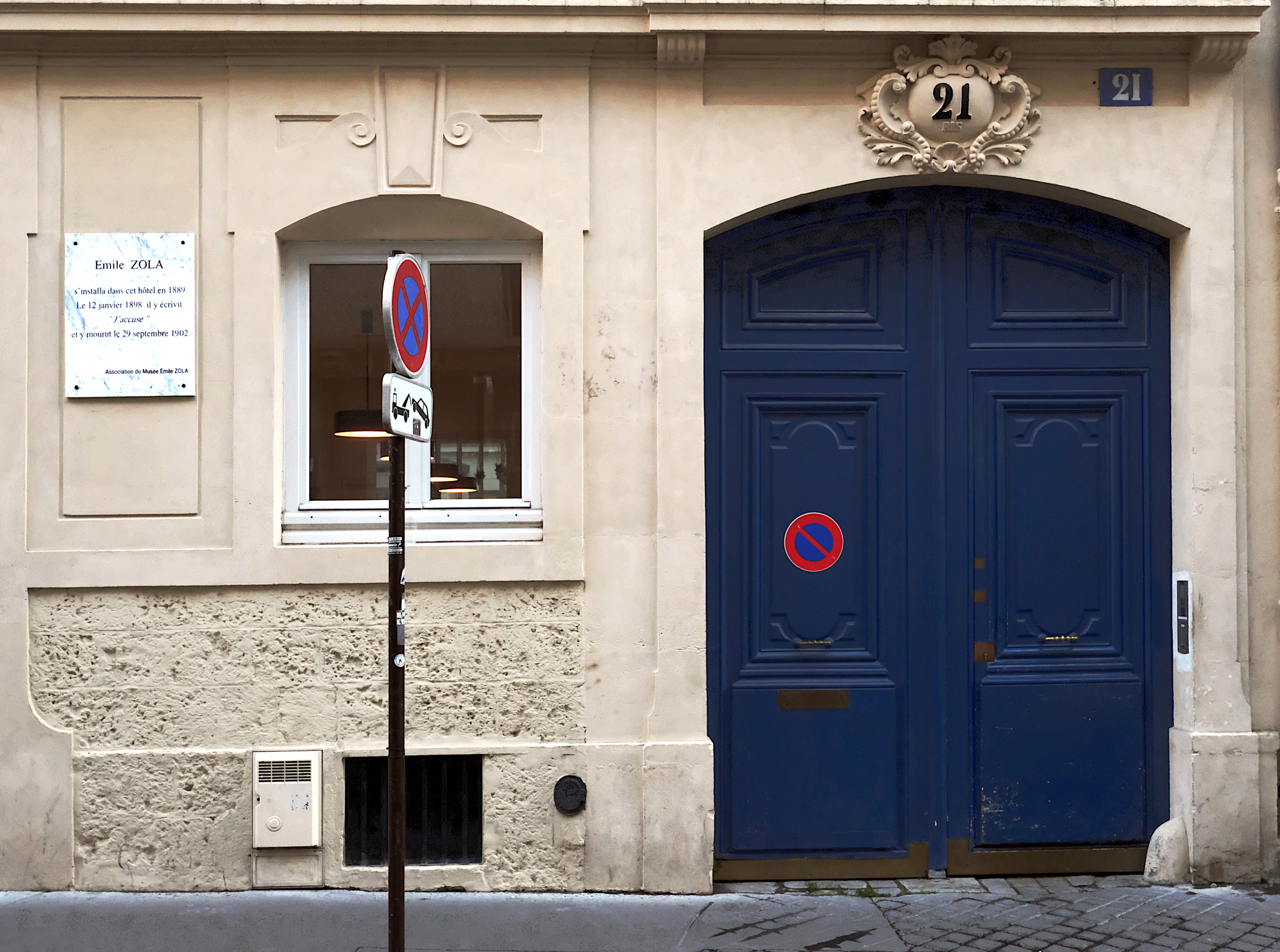
No 21 bis : détail de la plaque.